# Johann Christoph Bachmann
Johann Christoph Bachmann (* 1748; † 1814) war ein deutscher Kaufmann und Unternehmer. Er ist Begründer des Bremer Handelshauses J.H. Bachmann, das bis 2006 existierte.

## Leben

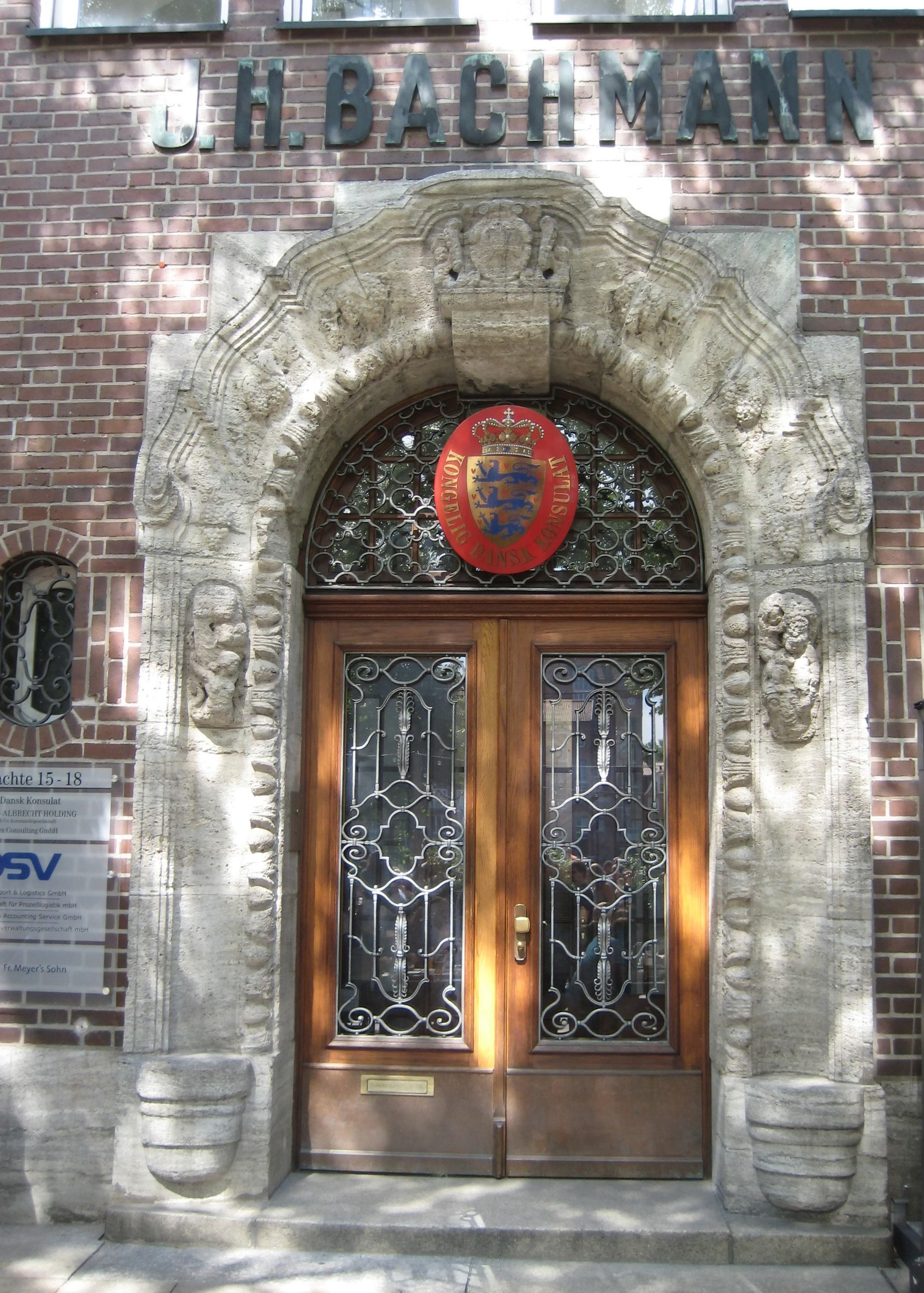
Eingangsportal des ehemaligen Firmensitzes von J.H. Bachmann in Bremen (Foto von 2011).

Johann Christoph Bachmann gründete 1775 in Bremen ein Handelshaus für englische Manufakturwaren und handelte seitdem vor allem mit importierten Seidenwaren. Als infolge der 1806 von Napoleon verhängten Kontinentalsperre der Handel mit England zum Erliegen kam, wandelte Bachmann das Import- und Handelshaus zum Speditionsbetrieb um und stieg außerdem in den Weinhandel ein; den Schwerpunkt bildeten Rotweine aus dem südwestfranzösischen Bordeaux, hinzu kamen Südweine und Spirituosen.
Der Firmengründer Johann Christoph Bachmann starb im Jahr 1814; nach seinem Tod übernahm sein Sohn Johann Hinrich Bachmann (?–1832) in zweiter Generation die Firma und gab ihr 1825 den Firmennamen J.H. Bachmann (JHB). Als der Nachfolger 1832 starb, ging das Familienunternehmen an dessen Vetter Johann Christoph Dubbers über, der später dessen Witwe heiratete sowie den Firmennamen nicht mehr änderte.
Insgesamt blieb das Unternehmen mehr als 220 Jahre im Besitz der Familie „Bachmann/Dubbers“ und führte bis zuletzt den auf den Firmengründer und dessen Sohn zurückgehenden Firmennamen J.H. Bachmann; auch nach dem 1996 erfolgten Verkauf und unter dann wechselnden Besitzern bis zum Übergang der Firma im Jahr 2006/07 in den dänischen Logistikkonzern DSV A/S. Der traditionsreiche Firmenname ist heute noch über dem Eingangsportal des 1913 erstellten und 1948 wiederaufgebauten Kontorhauses des ehemaligen Unternehmens an der Schlachte in Bremen zu lesen (siehe Bild).